# Bernikla kanadyjska
Bernikla kanadyjska (Branta canadensis) – gatunek dużego  ptaka z podrodziny gęsi (Anserinae) w rodzinie kaczkowatych (Anatidae). Udomowiona w XVIII wieku, często hodowana w amerykańskich i brytyjskich parkach, ogrodach, ale bez znaczenia gospodarczego.

## Systematyka
Bernikla kanadyjska jest gatunkiem siostrzanym bernikli hawajskiej (B. sandvicensis). Obecnie wyróżnia się 7 podgatunków B. canadensis. Dawniej zaliczano do niej także podgatunki wydzielone do osobnego gatunku o nazwie bernikla północna (B. hutchinsii).

## Zasięg występowania
Bernikla kanadyjska występuje w zależności od podgatunku:
- B. canadensis occidentalis – południowo-zachodnia Alaska; zimuje na wybrzeżach od południowej Kolumbii Brytyjskiej na południe po Oregon
- B. canadensis fulva – wybrzeża południowej Alaski i zachodniej Kolumbii Brytyjskiej
- B. canadensis maxima – południowo-środkowa Kanada
- B. canadensis parvipes – środkowa Alaska przez środkową Kanadę po północno-zachodnią Zatokę Hudsona; zimuje w południowo-środkowych USA
- B. canadensis moffitti – południowo-zachodnia Kanada i północno-zachodnie USA; zimuje od północno-zachodnich USA na południe po północno-zachodni Meksyk
- B. canadensis interior – środkowa i wschodnia Kanada oraz południowo-zachodnia Grenlandia; zimuje we wschodnich USA
- B. canadensis canadensis – południowo-wschodnia Kanada i północno-wschodnie USA; zimuje we wschodnich USA

W Europie hodowana w parkach i ogrodach jako ptak ozdobny. Uciekinierzy z niewoli utworzyli populacje na Wyspach Brytyjskich, w Skandynawii oraz Europie Zachodniej i na Rugii, być może również na Sardynii i Islandii. Są to mieszańce z przewagą B. canadensis canadensis. Na Nowej Zelandii wprowadzono mieszańce z przewagą B. canadensis maxima. Bernikla kanadyjska uznawana jest za jeden ze 100 najgroźniejszych gatunków obcych w Europie. Stale rozszerza tu swój zasięg, konkurując z rodzimymi, europejskimi gatunkami gęsi. Potrafi się z nimi krzyżować, zwłaszcza z gęgawą (Anser anser).
Pierwsze stwierdzenie bernikli kanadyjskiej na ziemiach polskich miało miejsce przed 1935 rokiem na Pomorzu, kolejne ponad 30 lat później w Gubinie. Od lat 80. XX wieku w Polsce corocznie obserwowane są zimujące bernikle, włącznie z dużym stadem na Zalewie Wiślanym. Część tych ptaków to uciekinierzy z ogrodów zoologicznych i prywatnych hodowli. W 2005 roku potwierdzono pierwszy udany lęg w Gdańsku. W 2007 roku w różnych częściach Gdańska do lęgów przystąpiły już 4 pary bernikli, które wyprowadziły 15 młodych. Mimo że ptaki odławiano i zatrzymywano w ogrodzie zoologicznym, nie zapobiegło to dalszemu wzrostowi liczebności tamtejszej populacji. W 2008 roku gniazdowanie tego gatunku stwierdzono na Kaszubach nad Jeziorem Somińskim w powiecie chojnickim oraz ponownie w Gdańsku. Co więcej, nad Jeziorem Somińskim był to najprawdopodobniej lęg mieszany z rodzimą gęgawą (Anser anser). Fakty te potwierdzają, że w Polsce trwa szybka inwazja tego gatunku, co może zagrozić gatunkom rodzimym.

## Morfologia
WyglądBrak dymorfizmu płciowego. Głowa i szyja czarne, policzki i podgardle białe. Wierzch, boki i pierś brązowe z drobnymi białymi prążkami, pierś jaśniejsza. Podogonie białe, ogon, dziób i nogi czarne.
Wymiary średnie
- Długość ciała ok. 55–110 cm[11]
- Rozpiętość skrzydeł 122–183 cm[11]
- Masa ciała ok. 1,3–6,5 kg[11]

## Tryb życia

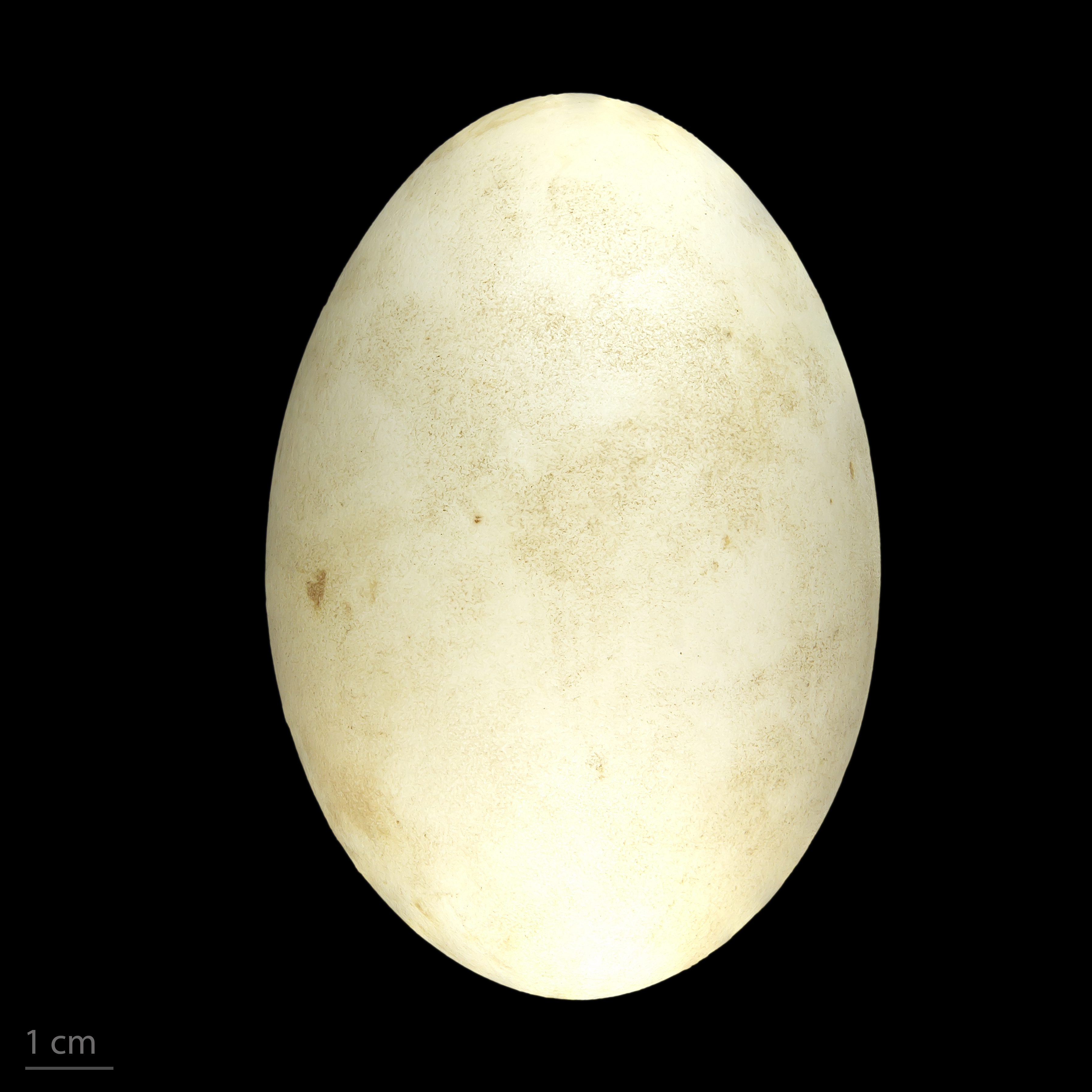
Jajo bernikli kanadyjskiej

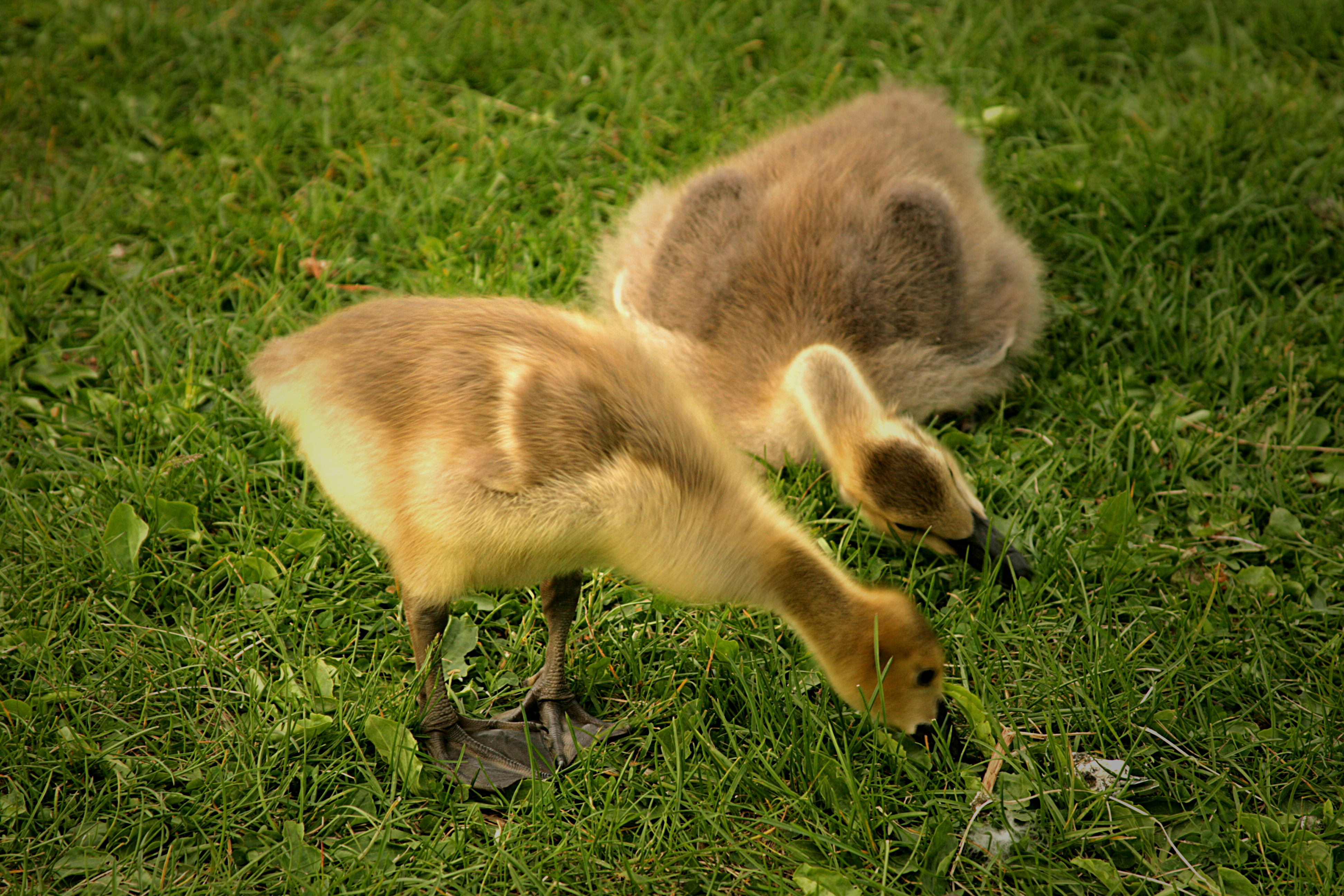
Pisklęta

BiotopPierwotnie tundra, bagna lub preria, zawsze jednak w pobliżu morskich brzegów, większych rzek albo jezior. Obecnie również łąki i pastwiska, a nawet parki miejskie, byle w pobliżu wody.
GniazdoNa ziemi w pobliżu wody.
JajaW ciągu roku wyprowadza jeden lęg, składając 1–12 (zwykle 5 do 6) jaj. Jajo jest kremowobiałe o średnich wymiarach 86 x 52 mm i masie 163 g (u B. canadensis canadensis). Jaja europejskich mieszańców średnio ważą 220 g.
WysiadywanieJaja wysiadywane są przez okres 24 do 30 dni przez samicę, podczas gdy samiec strzeże gniazda. Pisklęta są zagniazdownikami. Usamodzielniają się po 40–86 dniach.
PożywieniePokarm roślinny z domieszką zwierzęcego. Zdobywa go głównie na lądzie.

## Status
W Czerwonej księdze gatunków zagrożonych Międzynarodowej Unii Ochrony Przyrody bernikla kanadyjska jest klasyfikowana jako gatunek najmniejszej troski (LC – Least Concern). W 2015 roku liczebność światowej populacji, według szacunków organizacji Wetlands International, wynosiła około 5–6,2 miliona osobników. Globalny trend liczebności populacji uznawany jest za wzrostowy. W związku z rozprzestrzenianiem się tego gatunku w Europie, w Szwecji i Wielkiej Brytanii (na mniejszą skalę także w Niemczech, Danii czy Norwegii) prowadzone są programy ograniczenia liczebności tych ptaków głównie poprzez odstrzał, ale także niszczenie lęgów.
W Polsce bernikla kanadyjska nie podlega obecnie krajowemu ustawodawstwu – ani ochronie gatunkowej, ani łowieckiej. Podlega natomiast obowiązującym w Polsce międzynarodowym aktom prawnym – konwencji berneńskiej (zał. III), konwencji bońskiej (zał. II) i Dyrektywie ptasiej UE, w świetle których jest gatunkiem łownym.
Zgodnie z przepisami rozporządzenia Rady Ministrów z dnia 9 grudnia 2022 r. w sprawie listy inwazyjnych gatunków obcych stwarzających zagrożenie dla Unii i listy inwazyjnych gatunków obcych stwarzających zagrożenie dla Polski, działań zaradczych oraz środków mających na celu przywrócenie naturalnego stanu ekosystemów (Dz.U. 2022 poz. 2649), bernikla kanadyjska jest w Polsce inwazyjnym gatunkiem obcym stwarzającym zagrożenie dla Polski i podlegającym szybkiej eliminacji. Wobec małej liczebności bernikli w Polsce, jej wpływ na całą rodzimą przyrodę należy uznać w chwili obecnej za mały. Jednak należy pamiętać, że w krajach, w których liczebność tego gatunku jest duża, wywiera on silnie negatywny wpływ na lokalną faunę

## Hodowla
Bernikle kanadyjskie już 300 lat temu trzymano w królewskich ogrodach. Często zamieszkują wielkomiejskie parki na Wyspach Brytyjskich. W Polsce są coraz powszechniej hodowane jako ptaki ozdobne w półotwartych hodowlach prywatnych.